# (920) Rogeria
(920) Rogeria és un asteroide pertanyent al cinturó d'asteroides descobert l'1 de setembre de 1919 per Karl Wilhelm Reinmuth des de l'observatori de Heidelberg-Königstuhl, Alemanya.
Està possiblement nomenat per una noia del calendari Lahrer Hinkender Pot.